# Interdiction russe des vins moldaves et géorgiens en 2006
L'interdiction russe des vins moldaves et géorgiens débute fin mars 2006 et créé un conflit diplomatique entre la République de Moldavie et la Géorgie d'une part et la Russie d'autre part. Le commerce du vin avec la Russie représente 80 à 90 % des exportations totales de vin dans les deux pays.
L'inspecteur sanitaire en chef de Russie, Gennady Onishchenko (en), affirme que des métaux lourds et des pesticides ont été trouvés dans les vins géorgiens et moldaves et qu'il s'agit de produits alcoolisés falsifiés étiquetés comme des vins. L'Agence russe de la consommation affirme qu'elle a examiné 21 sortes de vins géorgiens vendus à Moscou et conclu que 85,7 % ne sont pas conformes aux exigences sanitaires. Des pesticides sont découverts dans 60 % d'échantillons de Moldavie et 44 % d'échantillons de vin géorgien. Cependant, les moldaves affirment qu'aucune preuve n'a été fournie par les russes et que des dizaines de pays à travers le monde importent des vins moldaves sans aucun problème signalé. La Moldavie fait valoir que l'interdiction équivaut à un chantage économique. Sept établissements vinicoles géorgiens sont ensuite fermés lorsque le gouvernement révèle qu'ils avaient produit du vin falsifié,.

## L'interdiction russe
En mai 2006, le ministre géorgien de la Défense, Irakli Okrouachvili, déclare que « de nombreux producteurs de vin [géorgiens] exportent du vin falsifié vers la Russie, car la Russie est un marché où vous pouvez vendre même des crottes ». Okruashvili estime que la décision de la Russie d'interdire l'importation de vins géorgiens « n'est pas une surprise » pour Tbilissi.
La Russie représente 80 % des ventes de vin géorgien, et l'interdiction devient un « coup dur » pour l'industrie. Les producteurs géorgiens admettent rapidement que les vins sont régulièrement truqués. Avant l'interdiction, le gouvernement géorgien a fermé plusieurs laboratoires d'essais en Géorgie et plusieurs établissements vinicoles ont été obligés de déverser leurs productions. Sept établissements vinicoles géorgiens sont fermés lorsque le gouvernement révèle qu'ils avaient produit du vin falsifié,. Selon la presse occidentale, la production de vin falsifié en Géorgie pour le marché russe en pleine expansion est « une grosse affaire au cours de la dernière décennie ».
L'interdiction des importations de vin intervient à un moment où les relations entre les pays se dégradent. Les différents concernent la révolution des roses et les mouvements pro-OTAN/pro-UE en Géorgie, et une divergence des positions russe et moldave concernant l'avenir de la Transnistrie. Un an plus tôt, la Douma russe avait demandé une interdiction des importations de vin moldave, car la Moldavie était considérée comme poursuivant une politique anti-russe.
La commissaire aux relations extérieures de l'UE, Benita Ferrero-Waldner, déclare que l'UE s'inquiète de ce qu'elle appelle un embargo contre la Moldavie, mais que l'UE ne peut prendre aucune mesure puisque la Russie n'est pas membre de l'Organisation mondiale du commerce. Le président de l'Assemblée parlementaire de l'OTAN, Pierre Lellouche, se déclare le 5 mai profondément préoccupé par l'interdiction russe des produits géorgiens.
À partir du 5 et 6 mai 2006, le gouvernement russe interdit également l'importation de Borjomi (en russe: Боржоми, en géorgien: ბორჯომი) et de Nabeglavi (en) (en russe : Набеглави, en géorgien: ნაბეღლავი), deux marques populaires d'eau minérale géorgienne. Le gouvernement affirme qu'il s'agit d'un danger pour la santé les marques ne respectant pas les normes de pureté de l'eau. Le gouvernement géorgien répond en déclarant que l'action est une extension de l'embargo sur le vin réalisée dans le cadre d'une campagne politique visant à punir le pays pour ses politiques pro-occidentales, une affirmation que le président Mikheil Saakachvili réitère lors de la conférence tenue à Vilnius (en), en Lituanie, du 1er au 4 mai, et en présence également des présidents des trois États baltes, de la Pologne, de l'Ukraine, de la Moldavie, de la Roumanie, de la Bulgarie et du vice-président américain Richard Cheney.
Ni les vins géorgiens ou moldaves, ni les eaux minérales de Borjomi ou Nabeglavi n'ont été interdits ni soumis à des restrictions dans aucun autre pays que la Russie[réf. nécessaire]. Un expert russe critique également l'interdiction russe de « Borjomi ».
L'interdiction des boissons semble exacerber les tensions entre la Russie et le gouvernement géorgien. La guerre d'Ossétie du Sud se produit plus tard en 2008. À la suite du conflit, la Géorgie se retire également de la Communauté des États indépendants (CEI), un bloc de plusieurs pays post-soviétiques.
Les vins géorgiens sont actuellement (2013) vendus dans plus de 50 pays, dont l'Ukraine, qui est devenue le marché clé après l'interdiction russe. Cependant, les ventes ont fortement chuté, à environ un tiers de ce que la Géorgie exportait avant l'interdiction.

## Retour des vins géorgiens sur le marché russe
Début 2013, des négociations entre les autorités russes et géorgiennes et les établissements vinicoles ont lieu à Moscou. La Russie accepte d'envoyer des inspecteurs dans environ 60 établissements de production de vin en Géorgie. Selon un expert du secteur au sein du gouvernement géorgien, les produits viticoles locaux pourraient revenir sur le marché russe en 2013, et le pays prévoit d'augmenter la production de vin de 50 % en 2015, atteignant presque les niveaux d'avant l'interdiction. Cependant, les experts de l'industrie du vin en Russie s'attendent à ce que les vins géorgiens bénéficient d'un intérêt limité pour la Russie, avec une part de marché d'environ 1 %, contre 10 % avant l'interdiction. La raison principale est que le marché est devenu beaucoup plus compétitif depuis 2006, avec de nombreuses marques de vins locales, d'Europe occidentale et d'Amérique du Sud plus fortes, en particulier dans le segment des prix moyens.
L'interdiction est levée à la fin de 2013.